# Instituto Autónomo de Bibliotecas e Información del Estado Mérida
L'Instituto Autónomo de Bibliotecas e Información del Estado Mérida (IBIME) è un ente governativo dello Stato venezuelano di Mérida – con la finalità di proteggere la rete di biblioteche dello stesso, con il proposito di preservare tutte quelle attività in pro del patrimonio culturale, storico ed educativo delle comunità meridegne.

## Storia
L'Istituto Autonomo di Servizi di Biblioteche ed Informazione (IBIME) fu creato il 18 giugno 1998 dalla Gazzetta Ufficiale dello Stato di Mérida, numero 90 Straordinario, nella quale, l'Assemblea Legislativa dello Stato, decretava la Legge dell'Istituto Autonomo di Servizi di Biblioteche ed Informazione dello Stato di Mérida.

## Funzioni
È responsabile nello Stato di Mérida dell'esecuzione delle politiche in materia di servizi bibliotecari e di informazione stabilite dal Sistema Nazionale di Biblioteche Pubbliche e dalla Biblioteca Nazionale.
Garantisce il principio di libertà della possibilità di selezionare materiali bibliografici e non bibliografici, in differenti formati, che costituiscano il patrimonio storico della regione e nazionale.
Agisce come ente del governo statale, responsabile dell'esecuzione e compimento delle politiche, norme e procedimenti, che in materia di servizi di biblioteche ed informazione, senza fare distinzione di nazionalità, credo, razza, sesso, livello di formazione e condizione sociale.

## Servizi
- Prestito in sala.
- Prestito a casa.
- Servizio di riferimento.
- Servizi di informazione digitale.
- Sala generale.
- Servizio per bambini.
- Emeroteca dello Stato.
- Scatole viaggianti.
- Riviste di interesse generale.
- Dipartimento di riparazione e rilegatura di libri.
- Prestito interbibliotecario.

## Bibliomobile o biblioteca mobile
È un servizio di Biblioteca mobile con libri di differenti categorie che ha come finalità rispondere alle comunità, istituzioni, consigli comunali, comitati di cultura e gruppi sportivi che sollecitano il servizio come sostegno alle attività di promozione ed animazione alla lettura ed attività culturali.